# Kronstadtpeil

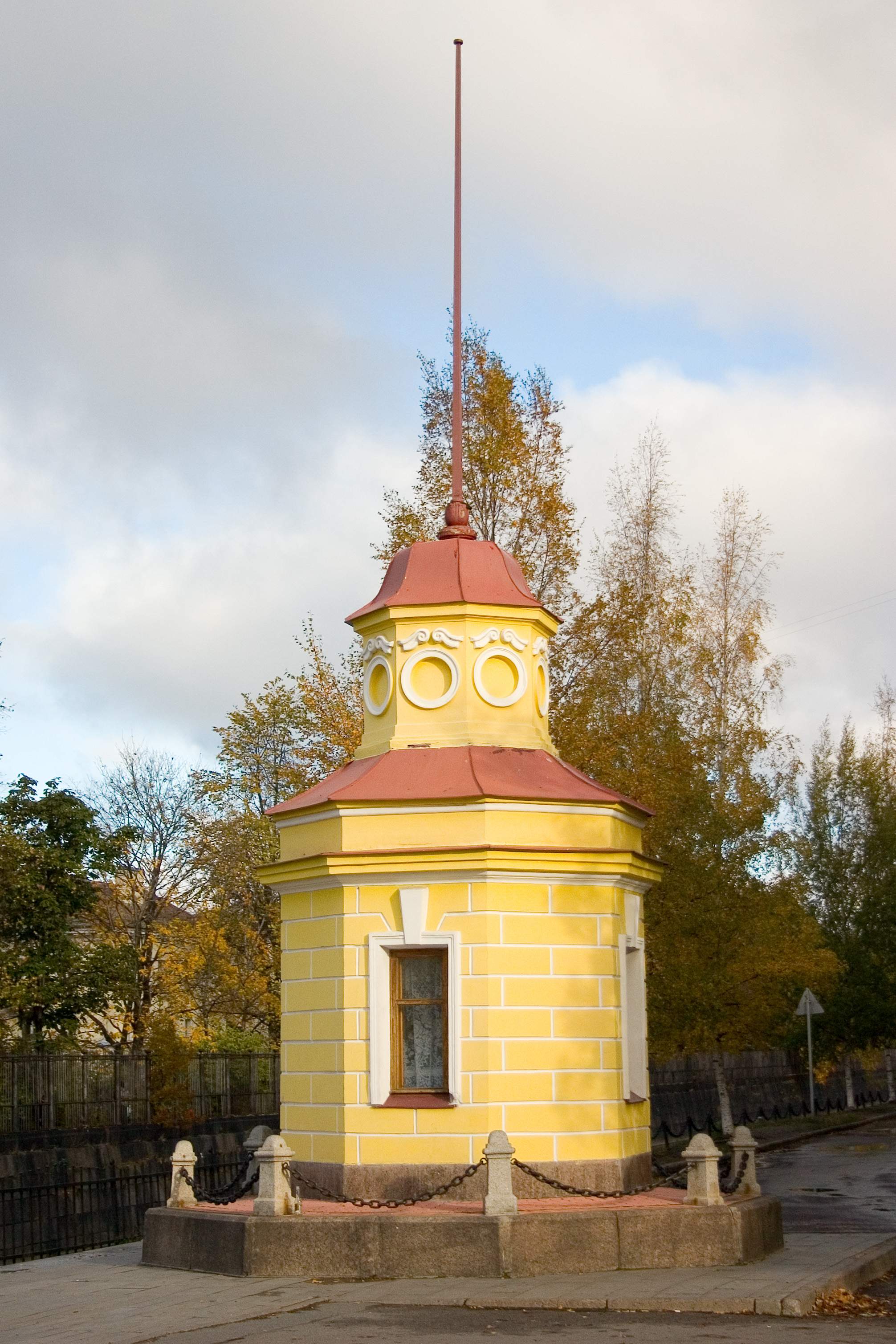
De peilschaal van Kronstadt

Landen die het Kronstadtpeil gebruiken in lichtgroen

Het Kronstadtpeil is het hoogtereferentieniveau voor Oost-Europa. Het is gebaseerd op het gemiddeld zeeniveau in 1833 van de peilschaal in Kronstadt op het eiland Kotlin bij Sint-Petersburg.
Het wordt gebruikt in Armenië, Azerbeidzjan, Estland, Georgië, Kazachstan, Kirgizië, Letland, Litouwen, Moldavië, Oekraïne, Oezbekistan, Rusland, Slowakije, Tadzjikistan, Tsjechië, Turkmenistan en Wit-Rusland. Tussen 1956 en 1992 werd het ook in Oost-Duitsland gebruikt onder de naam Höhennull (HN). In aangepaste vorm wordt het Kronstadtpeil ook gebruikt in Hongarije en Bulgarije.
Het Kronstadtpeil is 14 centimeter hoger dan het Normaal Amsterdams Peil of Normalnull.